# Егоров, Вениамин Николаевич
Вениамин Николаевич Егоров (согласно свидетельству о рождении — Пешкин Вениамин Трифонович; 14 сентября 1923, Глазов — 3 ноября 1943, Пуща-Водица) — Герой Советского Союза, в годы Великой Отечественной войны командир стрелковой роты 615-го стрелкового полка 167-й Краснознамённой Сумской стрелковой дивизии 38-й армии 1-го Украинского фронта, капитан.

## Биография
Родился 14 сентября 1923 года в городе Глазов ныне Удмуртской Республики в семье рабочего. Русский. Образование неполное среднее. В 1930-х годах жил в городе Салехард (ныне административный центр Ямало-Ненецкого автономного округа), куда отца назначили инженером создаваемого Салехардского лесозавода.
В Красную Армию призван Салехардсиким горвоенкоматом в 1941 году. В 1942 году окончил Тюменское военно-пехотное училище. В боях Великой Отечественной войны с июля 1942 года. Воевал на Воронежском, 1-м Украинском фронтах, участвовал в Курской битве, в форсировании рек Десна, Днепр, проявлял себя умелым и отважным командиром.
В боях 17 сентября 1942 в районе села Каверья Воронежской области, будучи командиром блокировочной группы, он одним из первых ворвался в траншеи противника, забросал гранатами дзот и уничтожил пять солдат противника.
При прорыве линии обороны противника 26 января 1943 в районе села Тердуны Курской области В. М. Егоров с бойцами вверенного ему подразделения, преследуя отступающего противника, лично уничтожил пять вражеских солдат. В бою за село Мантурово Вениамин Егоров со своей ротой сдерживал неоднократные атаки многократно превосходящих сил гитлеровцев. В момент наступления немцев был выведен из строя расчёт ручного пулемёта, Егоров лично взял пулемёт и открыл по противнику огонь, уничтожив при этом от десяти до двадцати солдат и офицеров противника.
За проявленные мужество, героизм, умелое командование ротой приказом по 167-й стрелковой дивизии № 018/н от 8 мая 1943 В. Н. Егоров был награждён орденом Красной Звезды.
Вениамин Егоров особо отличился в боях за освобождение города Киева.
Умело управляя вверенным ему подразделением, капитан Егоров В. М. 3 ноября 1943 года в критический момент боя за посёлок Пуща-Водица (ныне в черте Киева) поднял роту в атаку, и находился впереди боевых порядков роты. Он первым достиг гитлеровских траншей, вступив в рукопашный бой с противником, огнём из личного оружия уничтожая врага. В этом ожесточённом бою 20-летний офицер погиб. Похоронен в Киеве на Пуща-Водицком кладбище.
Указом Президиума Верховного Совета СССР от 3 июня 1944 года за образцовое выполнение боевых заданий командования на фронте борьбы с немецко-фашистскими захватчиками и проявленные при этом мужество и героизм капитану Вениамину Николаевичу Егорову посмертно присвоено звание Героя Советского Союза.

## Награды, память
Награждён орденом Ленина, орденом Красной Звезды.
На родине Героя — в городе Глазов, в сквере Героев Советского Союза установлен его бюст, а его имя увековечено на мемориале на площади Победы. Он навечно занесён в списки учеников Глазовской средней школы № 2. В Салехарде на площади Победы имя Вениамина Егорова также значится в мемориальном списке погибших воинов, которые ушли на фронт из столицы Ямало-Ненецкого автономного округа, а весной 2002 года здесь установлена мемориальная плита, увековечившая его имя как Героя.